# Oectropsis pusillus
Oectropsis pusillus är en skalbaggsart som först beskrevs av Blanchard 1851.  Oectropsis pusillus ingår i släktet Oectropsis och familjen långhorningar. Inga underarter finns listade i Catalogue of Life.